# Michael Oppitz
Michael Oppitz (* 20. August 1942 in Arnsdorf, Provinz Niederschlesien) ist ein deutscher Ethnologe. Er war bis zu seiner Emeritierung Professor an der Universität Zürich und Leiter des Zürcher Völkerkundemuseums.

## Leben
Michael Oppitz wurde durch seine Feldforschung auf dem Gebiet des Schamanismus weltweit bekannt.
Er reiste 1965 zum ersten Mal nach Nepal, wo er in den 1970er Jahren während sieben Jahren das kleine Bergvolk der nördlichen Magar erforschte. Daraus resultierten der fast vierstündige Film Schamanen im Blinden Land (1980) und das gleichnamige „Bilderbuch“ (1981).
Erst im Alter von 50 Jahren wurde der reisende Ethnograf selber „sesshaft“: in Zürich als Ordinarius für Ethnologie und als Leiter des der Universität angegliederten Völkerkundemuseums.

## Schriften (Auswahl)
- Geschichte und Sozialordnung der Sherpa (= Beiträge zur Sherpa-Forschung. 1). Wagner (Khumbu Himal 8), Innsbruck 1968.
- Notwendige Beziehungen. Abriss der strukturalen Anthropologie. Suhrkamp (stw 101), Frankfurt am Main 1975.
- Schamanen im Blinden Land. Ein Bilderbuch aus dem Himalaya. Syndikat, Frankfurt am Main 1981.
- Frau für Fron. Die Dreierallianz bei den Magar West-Nepals. Suhrkamp (stw 731), Frankfurt am Main 1988.
- Der männliche Pfeil durch den weiblichen Schmuck. Das Fest der winterlichen Sonnenwende und der Mythos der Honigernte bei den Magar West-Nepals. In: Anthropos Band 83, Heft 1/3, 1988, S. 1–16.
- Kunst der Genauigkeit. Wort und Bild in der Ethnographie. Trickster, München 1989.
- Onkels Tochter, keine sonst. Heiratsbündnis und Denkweise in einer Lokalkultur des Himalaya. Suhrkamp, Frankfurt am Main 1991.
- Drawings on Shamanic Drums. In: RES: Anthropology and Aesthetics Nr. 22, Herbst 1992, S. 62–81.
- Wohin treibt die Ethnologie einen, der sie ausübt? Antrittsvortrag. VMZ, Zürich 1993.
- Eine Schamanenrüstung aus dem Himalaya. Völkerkundemuseum, Zürich 1997.
- Naxi. Dinge, Mythen, Piktogramme. Völkerkundemuseum, Zürich 1997.
- Semiologie eines Bildmythos. Der Flipper Shangri-La. Völkerkundemuseum, Zürich 2000.
- Ritual Objects of the Qiang Shamans. In: RES: Anthropology and Aesthetics Nr. 45, Frühjahr 2004, S. 10–46.
- Trommeln der Schamanen. Völkerkundemuseum, Zürich 2007.
- Morphologie der Schamanentrommel. 2 Bände. Edition Voldemeer, Springer, Zürich/Wien/New York 2013, ISBN 978-3709115923.
- Mit Thomas Kaiser u. a.: Naga Identitäten: Zeitenwende einer Lokalkultur im Nordosten Indiens. Snoeck Publishers, Gent 2009, ISBN 978-90-5349-680-0.
- Shamans of the Blind Country. A Picture book from the Himalaya. Galerie Buchholz, Berlin/Köln/New York 2021, ISBN 978-3-9815673-9-7.

## Film
- Schamanen im Blinden Land. Dokumentarfilm (Darsteller, Regisseur), 1978–80. Neue Auflage 2017, 5 DVDs + 2 CDs, 384 Minuten.

## Ausstellungen
- Michael Oppitz: Bewegliche Mythen. Kunstmuseum Kolumba, 21. Juni – 3. Dezember 2018.
- Michael Oppitz: Forschungen an den Rändern der Schrift. Galerie Buchholz, Berlin, 26. Januar – 14. April 2018
- Michael Oppitz: Singers of Ten Thousand Lines. Galerie Buchholz, Berlin, 20. August – 4. September 2021